# Edwin Nicholas Arnold
Pour les articles homonymes, voir Arnold.
Edwin Nicholas Arnold est un herpétologiste britannique né le 16 octobre 1940 et mort le 23 septembre 2023.
Il est curator of herpetology au Musée d'histoire naturelle de Londres.

## Taxons décrits en son honneur
Taxons : (entité de la taxinomie)
- Asaccus arnoldi Simó-Riudalbas et al., 2017
- Dipsochelys arnoldi (Bour, 1982)
- Hemidactylus arnoldi Lanza, 1978
- Mesalina arnoldi Sindaco et al., 2018

## Quelques taxons décrits
- Acanthodactylus felicis Arnold, 1980
- Acanthodactylus masirae Arnold, 1980
- Acanthodactylus opheodurus Arnold, 1980
- Acanthodactylus tilburyi Arnold, 1986
- Anolis marron Arnold, 1980
- Anolis websteri Arnold, 1980
- Asaccus caudivolvulus Arnold & Gardner, 1994
- Asaccus gallagheri Arnold, 1972
- Asaccus platyrhynchus Arnold & Gardner, 1994
- Atlantolacerta  Arnold, Arribas & Carranza, 2007
- Australolacerta Arnold, 1989
- Bunopus spatalurus hajarensis Arnold, 1980
- Dinarolacerta Arnold, Arribas & Carranza, 2007
- Hemidactylus lemurinus Arnold, 1980
- Hemidactylus lopezjuradoi Arnold, Vasconcelos, Harris, Mateo & Carranza, 2008
- Iranolacerta Arnold, Arribas & Carranza, 2007
- Leiolopisma ceciliae Arnold & Bour, 2008
- Mesalina ayunensis Arnold, 1980
- Nactus coindemirensis Bullock, Arnold & Bloxam, 1985
- Nactus soniae Arnold & Bour, 2008
- Omanosaura cyanura (Arnold, 1972)
- Parvilacerta Harris, Arnold & Thomas, 1998
- Phoenicolacerta  Arnold, Arribas & Carranza, 2007
- Pristurus abdelkuri Arnold, 1986
- Pristurus adrarensis Geniez & Arnold, 2006
- Pristurus celerrimus Arnold, 1977
- Pristurus gasperetti Arnold, 1986
- Pristurus guichardi Arnold, 1986
- Pristurus insignoides Arnold, 1986
- Pristurus minimus Arnold, 1977
- Pristurus ornithocephalus Arnold, 1986
- Pristurus popovi Arnold, 1982
- Pristurus saada Arnold, 1986
- Stenodactylus yemenensis Arnold, 1980